# OK Branik
OK Branik är en volleybollklubb (damer) från Maribor, Slovenien. Klubben grundades 1946. De tillhörde från början de bästa lagen i Jugoslavien, men hamnade i en svacka efter 1960. De återkom till eliten 1980 och har tillhört de bästa lagen i Jugoslavien/Slovenien sedan dess. De vann fyra gånger.
Klubben vann de jugoslaviska mästerskapen  fyra gånger. De har vunnit de slovenska mästerskapen 16 gånger och slovenska cupen 17 gånger .
Klubben har av sponsorsskäl använt följande namn sedan Sloveniens självständighet:
- 1991-1994: Paloma Branik
- 1995-2000: Infond Branik
- 2000- : Nova KBM Branik